# بارت شينكيفيلد
بارت شينكيفيلد (بالهولندية: Bart Schenkeveld) (28 أغسطس 1991 في هولندا - ) هو لاعب كرة قدم هولندي في مركز الدفاع. شارك مع منتخب هولندا تحت 19 سنة لكرة القدم. أما مع النوادي، فقد لعب مع بي إي سي زفوله وفاينورد ونادي إكسلسيور وهيراكليس ألميلو.

## روابط خارجية
- بارت شينكيفيلد على موقع الاتحاد الأوربي (الإنجليزية)
- بارت شينكيفيلد على موقع قاعدة بيانات كرة القدم.إي يو (الإنجليزية)
- بارت شينكيفيلد على موقع Soccerway.com (الإنجليزية)